# Bryan McCabe
Bryan McCabe (né le 8 juin 1975 à Saint Catharines dans la province de l'Ontario au Canada) est un joueur professionnel de hockey sur glace.

## Biographie

### Carrière en club
McCabe commence sa carrière junior en 1991-1992 dans la Ligue de hockey de l'Ouest en jouant pour l'équipe des Tigers de Medicine Hat. Il joue deux saisons avec l'équipe avant de changer d'équipe. Il rejoint les Chiefs de Spokane puis participe au repêchage d'entrée dans la Ligue nationale de hockey en 1993 et il est choisi par les Islanders de New York en seconde ronde et 40e choix au total. Il ne fait pas pour autant ses débuts dans la LNH et continue dans la LHOu. En 1994-1995, alors qu'il évolue avec les Wheat Kings de Brandon il est choisi dans l'équipe type de la saison et rejoint les Islanders de New York pour la saison suivante.
Il joue deux saisons entières avec les Islanders avant de rejoindre au milieu de la saison 1997-1998 les Canucks de Vancouver puis deux ans plus tard les Blackhawks de Chicago.
Il ne fait qu'une saison dans la franchise de Chicago avant de signer avec les Maple Leafs de Toronto, son équipe actuelle. En 2004, il finit 4e au vote pour le trophée James-Norris et décide de rejoindre l'Europe lors du lock-out 2004-2005 de la LNH et rejoint les rangs du HV 71 du championnat élite suédois (Elitserien). Il ne joue que dix matchs avant de se faire renvoyer par la direction de l'équipe.
Le 28 juin 2006, McCabe signe un contrat de cinq ans pour un total de 28,75 millions de dollars avec les Maple Leafs.

### Carrière internationale
Il représente le Canada lors des compétitions suivantes :
- Championnat du monde junior
  - 1992 (moins de 18 ans) Il remporte alors la médaille d'or.
  - 1994 et 1995 : il gagne à chaque fois la médaille d'or. En 1995, il est élu dans l'équipe type du tournoi ainsi que le meilleur défenseur.
- Championnat du monde
  - 1999 World Championships
- Jeux olympiques d'hiver
  - 2006 à Turin en Italie. Tout d'abord, il n'est pas sélectionné mais seulement mis sur la liste de remplaçants en cas de blessure. Le 2 février 2006, à la suite de la blessure de Todd Bertuzzi, il rejoint la formation et participe aux Jeux Olympiques[3].

## Trophées et honneurs personnels

### Ligue de hockey de l'Ouest
- Seconde équipe type de la conférence Ouest en 1993
- Première équipe de la conférence Ouest en 1994.
- Première équipe de la conférence Est en 1995.
- Nommé dans l'équipe type de la Coupe Memorial de 1995.

### Ligue nationale de hockey
- Seconde équipe type en 2004

### Islanders de New York
- Capitaine au cours de la saison 1997-1998 de la LNH

## Statistiques
Pour les significations des abréviations, voir Statistiques du hockey sur glace.

### En club
| Saison     | Équipe                 | Ligue      |       | Saison régulière | Saison régulière | Saison régulière | Saison régulière | Saison régulière |    | Séries éliminatoires | Séries éliminatoires | Séries éliminatoires | Séries éliminatoires | Séries éliminatoires |
| Saison     | Équipe                 | Ligue      | PJ    | B                | A                | Pts              | Pun              | PJ               | B  | A                    | Pts                  | Pun                  |                      |                      |
| 1991-1992  | Tigers de Medicine Hat | LHOu       | 68    | 6                | 24               | 30               | 177              | 4                | 0  | 0                    | 0                    | 6                    |                      |                      |
| 1992-1993  | Tigers de Medicine Hat | LHOu       | 14    | 0                | 13               | 13               | 83               | -                | -  | -                    | -                    | -                    |                      |                      |
| 1992-1993  | Chiefs de Spokane      | LHOu       | 46    | 3                | 44               | 47               | 134              | 10               | 1  | 5                    | 6                    | 28                   |                      |                      |
| 1993-1994  | Chiefs de Spokane      | LHOu       | 64    | 22               | 62               | 84               | 218              | 3                | 0  | 4                    | 4                    | 4                    |                      |                      |
| 1994-1995  | Chiefs de Spokane      | LHOu       | 42    | 14               | 39               | 53               | 115              | -                | -  | -                    | -                    | -                    |                      |                      |
| 1994-1995  | Wheat Kings de Brandon | LHOu       | 20    | 6                | 10               | 16               | 38               | 18               | 4  | 13                   | 17                   | 59                   |                      |                      |
| 1995-1996  | Islanders de New York  | LNH        | 82    | 7                | 16               | 23               | 156              | -                | -  | -                    | -                    | -                    |                      |                      |
| 1996-1997  | Islanders de New York  | LNH        | 82    | 8                | 20               | 28               | 165              | -                | -  | -                    | -                    | -                    |                      |                      |
| 1997-1998  | Islanders de New York  | LNH        | 56    | 3                | 9                | 12               | 145              | -                | -  | -                    | -                    | -                    |                      |                      |
| 1997-1998  | Canucks de Vancouver   | LNH        | 26    | 1                | 11               | 12               | 64               | -                | -  | -                    | -                    | -                    |                      |                      |
| 1998-1999  | Canucks de Vancouver   | LNH        | 69    | 7                | 14               | 21               | 120              | -                | -  | -                    | -                    | -                    |                      |                      |
| 1999-2000  | Blackhawks de Chicago  | LNH        | 79    | 6                | 19               | 25               | 139              | -                | -  | -                    | -                    | -                    |                      |                      |
| 2000-2001  | Maple Leafs de Toronto | LNH        | 82    | 5                | 24               | 29               | 123              | 11               | 2  | 3                    | 5                    | 16                   |                      |                      |
| 2001-2002  | Maple Leafs de Toronto | LNH        | 82    | 17               | 26               | 43               | 129              | 20               | 5  | 5                    | 10                   | 30                   |                      |                      |
| 2002-2003  | Maple Leafs de Toronto | LNH        | 75    | 6                | 18               | 24               | 135              | 7                | 0  | 3                    | 3                    | 10                   |                      |                      |
| 2003-2004  | Maple Leafs de Toronto | LNH        | 75    | 16               | 37               | 53               | 86               | 13               | 3  | 5                    | 8                    | 14                   |                      |                      |
| 2004-2005  | HV 71                  | Elitserien | 10    | 1                | 0                | 1                | 30               | -                | -  | -                    | -                    | -                    |                      |                      |
| 2005-2006  | Maple Leafs de Toronto | LNH        | 73    | 19               | 49               | 68               | 116              | -                | -  | -                    | -                    | -                    |                      |                      |
| 2006-2007  | Maple Leafs de Toronto | LNH        | 82    | 15               | 42               | 57               | 115              | -                | -  | -                    | -                    | -                    |                      |                      |
| 2007-2008  | Maple Leafs de Toronto | LNH        | 54    | 5                | 18               | 23               | 81               | -                | -  | -                    | -                    | -                    |                      |                      |
| 2008-2009  | Panthers de la Floride | LNH        | 69    | 15               | 24               | 39               | 41               | -                | -  | -                    | -                    | -                    |                      |                      |
| 2009-2010  | Panthers de la Floride | LNH        | 82    | 8                | 35               | 43               | 83               | -                | -  | -                    | -                    | -                    |                      |                      |
| 2010-2011  | Panthers de la Floride | LNH        | 48    | 5                | 17               | 22               | 28               | -                | -  | -                    | -                    | -                    |                      |                      |
| 2010-2011  | Rangers de New York    | LNH        | 19    | 2                | 4                | 6                | 6                | 5                | 0  | 2                    | 2                    | 14                   |                      |                      |
| Totaux LNH | Totaux LNH             | Totaux LNH | 1 135 | 149              | 383              | 528              | 1 732            | 56               | 10 | 18                   | 28                   | 84                   |                      |                      |

### En équipe nationale
| Année | Évènement                   |    | PJ | B | A  | Pts | Pun |
| 1992  | CM -18                      | 3  | 1  | 1 | 2  | 4   |     |
| 1994  | Championnat du monde junior | 7  | 0  | 0 | 0  | 6   |     |
| 1995  | Championnat du monde junior | 7  | 3  | 9 | 12 | 4   |     |
| 1999  | Championnat du monde        | 10 | 1  | 3 | 4  | 10  |     |
| 2006  | Jeux olympiques d'hiver     | 6  | 0  | 0 | 0  | 18  |     |